# Crisula Stafida
Crisula Stafida, pseudonimo di Crisula Secco (Stafida è il cognome materno) (Roma, 16 novembre 1981), è un'attrice italiana.

## Biografia
Crisula Stafida nasce a Roma da madre italo-greca e da padre italiano. Trascorre l'infanzia nella Capitale e a undici anni si trasferisce con la madre a Rovereto, in Trentino-Alto Adige, ove passa gli anni dell'adolescenza e completa parte degli studi.
A diciotto anni lascia il Trentino per trasferirsi a Milano; qui studia teatro con l'attore e doppiatore Enrico Maggi presso l'«Accademia Biosofica» e prende parte ad alcuni spettacoli teatrali e ad un corso di doppiaggio presso la DEA Digital. In seguito, fatto ritorno a Roma con l'obiettivo di perfezionarsi negli studi di attrice, frequenta seminari e stage di recitazione (Teatro Blu con Beatrice Bracco), partecipando al contempo a film indipendenti e ad alcuni cortometraggi sia in Italia che in Francia. All'École Supérieure d'Audiovisuel (ESAV) di Tolosa e presso l'Ecole Superieure d'Etudes Cinematographiques (ESEC) di Parigi studia creazione ed interpretazione dei personaggi.
Nel 2006 esordisce sul grande schermo con un cameo nel film Nero bifamiliare di Federico Zampaglione e partecipa ad alcuni episodi delle fiction televisive R.I.S. - Delitti imperfetti e Distretto di Polizia 6.
Dal 2007 al 2010 partecipa a film indipendenti e viene scelta come protagonista femminile del videoclip musicale Superamore di Gigi D'Alessio.

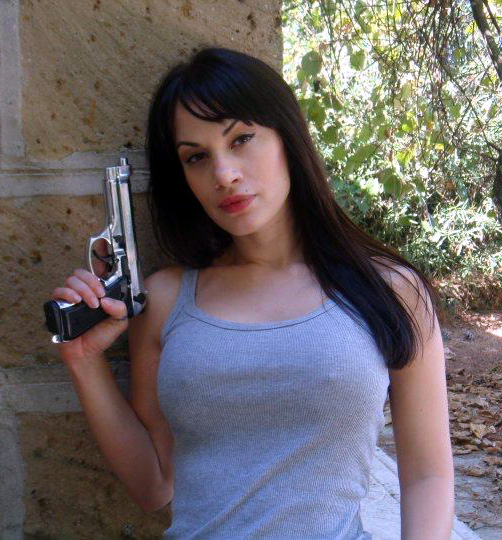
Crisula Stafida nel 2009

Nel 2010 è tra i protagonisti della commedia pulp Ganja Fiction, per la regia di Mirko Virgili, mentre l'anno seguente lo è ne Il marito perfetto di Lucas Pavetto, in cui interpreta il ruolo di "Viola", personaggio noir e controverso. Quest'ultimo film viene premiato come miglior mediometraggio al «Buffalo Screams Horror Film Festival 2011» di New York, ove l'attrice riceve una Nomination come migliore attrice protagonista, e al «Mexico International Film Festival 2012».
Nel luglio 2012 la rivista For Him Magazine la sceglie come unica attrice italiana, dedicandole un servizio di sei pagine nel primo numero italiano.
Nel 2013 è scritturata da Federico Zampaglione nel cast del film Tulpa - Perdizioni mortali, dove interpreta il ruolo di "Giulia Silenzi", accanto a Claudia Gerini, Michele Placido, Michela Cescon e Ivan Franek. Nel film, ove appare per la prima volta senza veli, crea molto scalpore la scena saffica di cui è protagonista con Claudia Gerini.
Nel dicembre 2013 ha ricevuto il premio Regina del Noir italiano al cinema nell'ambito del XXIII Courmayeur Noir in festival.
Nel 2014 interpreta il ruolo di "Pamela" nel film  Short Skin, diretto da Duccio Chiarini, che viene presentato in anteprima nazionale al Festival di Venezia 2014 nella sezione "Biennale College" e in seguito vince il Ciak d'oro 2015 come migliore opera prima.
Nel 2016 partecipa alla fiction per Canale 5 Matrimoni e altre follie in cui veste i panni di "Lavinia", ex compagna di scuola di Chiara Francini, mentre nel 2017 è la protagonista del film The Antithesis, in cui interpreta il ruolo della geologa "Sophi Vaiani". Nel novembre 2017 il film vince il Premio Mario Bava come migliore opera prima italiana alla XXXVII edizione del Fantafestival di Roma. Nello stesso anno partecipa alla serie tv I delitti del BarLume diretta da Roan Johnson interpretando il ruolo della conturbante ballerina "Penelope", recitando tra gli altri accanto ad Alessandro Benvenuti e Filippo Timi.
Dal 2019 è tra i protagonisti della sit com Ricci & Capricci, giunta alla quinta stagione di riprese e della saga di film TV per Italia Uno Din Don (sette episodi).
Nel 2020 conduce accanto a Claudio Guerrini il programma TV Una nuova vita in onda sulle reti Mediaset. Tra il 2021 e il 2022 oltre a interpretare "Gina" sul set di Din Don con i sequel della fortunata serie, conduce accanto a Claudio Guerrini il talent musicale IBand. Nel 2023 è tra i protagonisti della miniserie per Canale5: Una mamma all'improvviso accanto a Dino Abbrescia,  Giulia Bevilacqua ed Enzo De Caro e nello stesso anno interpreta, sempre per Mediaset, il ruolo di Angelica nella fiction Fragili diretta dal regista Raffaele Mertes.  Nel 2025 interpreta nuovamente Angelica in Fragili 2 in cui recita accanto a Massimo Dapporto.

## Filmografia

### Cinema
- Nero bifamiliare, regia di Federico Zampaglione (2006)
- Il soffio dell'anima, regia di Victor Rambaldi (2007)
- Il peso dell'aria, regia di Stefano Calvagna (2007)
- Arachnicide, regia di Paolo Bertola (2008)
- Ganja Fiction, regia di Mirko Virgili (2010)
- Tulpa - Perdizioni mortali, regia di Federico Zampaglione (2013)
- Short Skin - I dolori del giovane Edo, regia di Duccio Chiarini (2014)
- The Antithesis, regia di Francesco Mirabelli (2017)

#### Televisione
- Distretto di Polizia 6, regia di Antonello Grimaldi e Claudio Norza - Serie TV (2006)
- R.I.S. 2 - Delitti imperfetti, regia di Alexis Sweet - Serie TV, episodio 2x04 (2006)
- Matrimoni e altre follie, regia di Laura Muscardin  - Serie TV (2015)
- I delitti del BarLume, regia di Roan Johnson - Serie TV (2017)
- Ricci & Capricci, regia di Alessandro Scuderi - Sit com TV (2019)
- Din Don - Il ritorno, regia di Paolo Geremei (2019) - film TV
- Una nuova vita, regia di Luca Celia - programma TV (2020) - Conduttrice
- Ricci & Capricci 2, regia di Claudio Semboloni - Sit com TV (2020)
- Ricci & Capricci 3, regia di Paolo Geremei
- Din Don - Un paese in due, regia di Paolo Geremei (2021) - film TV
- Ricci & Capricci 4, regia di Valentina Urlira
- Din Don - Il paese dei balocchi, regia di Paolo Geremei (2021)
- Din Don - Bianco Natale, regia di Paolo Geremei (2022)
- I Band, regia di Valentina Urlira - programma TV (2022) - Co-conduttrice (Mediaset Infinity)
- Ricci & Capricci 5, regia di Armando Barbieri (2022)
- Una mamma all'improvviso, regia di Claudio Norza (2022)
- Din Don - la magia del cinema, regia di Raffaele Mertes (2023)
- Din Don - quando meno te lo aspetti, regia di Raffaele Mertes (2023)
- Fragili, regia di Raffaele Mertes - miniserie TV, 2 puntate (2024)
- Din Don - viaggio di nozze a Cinecittà World, regia di Raffaele Mertes (2024)
- Din Don - paesani spaesati , regia di Raffaele Mertes (2024)
- Fragili 2, regia di Raffaele Mertes - miniserie TV, 2 puntate (2025)

#### Mediometraggi
- Il marito perfetto, regia di Lucas Pavetto (2010)

#### Cortometraggi
- Everyday Passion, regia di Gianni Catani (2008)
- Ganja Fiction, regia di Mirko Virgili (2008)
- Diario di una trappola, regia di Lucio Gardin (2013) - Campagna nazionale contro la ludopatia
- Martyn, regia di Francesco Picone (2013)
- Angelika, regia di Federico Greco (2014)

## Videoclip
- Superamore di Gigi d'Alessio, regia di Gaetano Morbioli (2008)

## Riconoscimenti
- Buffalo Screams Horror Film Festival
  - 2011 – Candidatura alla migliore attrice protagonista per Il marito perfetto

- Courmayeur Noir in festival
  - 2013 – Premio NoirFest/FilmHouseTV "Regina del Noir italiano al cinema"

- Festival del Cinema di Roma
  - 2020 – Miglior sitcom dell'anno per Ricci & Capricci